# Elecciones legislativas de Colombia de 1966
Las elecciones legislativas de Colombia de 1966 se efectuaron en el marco del período conocido como Frente Nacional. 
En estos comicios participaron los partidos tradicionales, liberal y conservador, divididos de acuerdo a los grupos que respaldaban el Frente Nacional: liberales oficialistas, conservadores unionistas (ospinistas) y conservadores lauro-alzatistas. Dentro de estos partidos, también participaron sectores que conformaron grupos que se oponían al cerramiento del Frente Nacional: el movimiento liberal disidente MRL y la ANAPO, por entonces una coalición de liberales y conservadores.
De acuerdo con las normas políticas vigentes, se eligieron un total de 106 senadores y 190 representantes, junto con miembros de Asambleas Departamentales y Concejos Municipales.

## Resultados
Los escaños del Congreso se distribuyeron de la siguiente forma:

### Partido Conservador
| Número        | Corriente        | Escaños Senado | Porcentaje | Escaños Cámara | Porcentaje |
| ------------- | ---------------- | -------------- | ---------- | -------------- | ---------- |
| 1             | Unionistas       | 20             | 18.9%      | 35             | 18.4%      |
| 2             | Anapistas        | 18             | 17.0%      | 33             | 17.4%      |
| 3             | Lauro-alzatistas | 14             | 13.2%      | 25             | 13.1%      |
| 4             | Independientes   | 1              | 0.9%       | 1              | 0.5%       |
| 5             | Leyvistas        | 0              | 0%         | 1              | 0.5%       |
| Total escaños | Total escaños    | 53             | 50%        | 95             | 50%        |

### Partido Liberal
| Número        | Corriente      | Escaños Senado | Porcentaje | Escaños Cámara | Porcentaje |
| ------------- | -------------- | -------------- | ---------- | -------------- | ---------- |
| 1             | Oficialistas   | 46             | 43.3%      | 69             | 36.3%      |
| 2             | MRL            | 7              | 6.6%       | 21             | 11.1%      |
| 3             | Anapistas      | 0              | 0%         | 4              | 2.1%       |
| 4             | Independientes | 0              | 0%         | 1              | 0.5%       |
| Total escaños | Total escaños  | 53             | 50%        | 95             | 50%        |

## Fuente
- Dieter Nohlen (Editor), Elections in the Americas. Vol 2: South America. Oxford University Press, 2005